# 総合選抜
総合選抜（そうごうせんばつ）とは、主に日本の中等教育の公立学校で実施されていた入学試験方式の一つで、学校間格差の解消を目的として、居住地や学力などによって合格者を学区内の各校に平均的に振り分ける制度。総選（そうせん）とも略される。
最盛期の1975年～1981年では16都府県で実施されていたが、問題が指摘され現在ではほぼ全ての地区で廃止された。
現在は兵庫県の但馬地区でのみ進学連携校方式として実施されている。
戦後に京都府知事蜷川虎三（当時）によって導入された。
- 総合選抜自体を「学校群制度」や「合同選抜」「進学連携校方式」という名称を使用している地域もあり、制度の詳細は自治体や学区によって微妙に異なる場合が多い。
  - 一般的に総合選抜は「学校群制度」と同様に、小学区制度下かそれに近い形式で行われているのが通例であるが、学校群制度よりもさらに徹底した形で学校間の選択肢を減らし、代わりに全入を促進する入試形態をとるものである。
  - 「合同選抜」は受験生が希望校を指定しその希望を一定程度考慮しつつ合格者を各校に振り分ける制度であり、総合選抜は、受験生による希望校の指定なしで合格者を各校に振り分ける制度である。
  - 学校単位で選抜を行う一般的な方式は、総合選抜と対比して「単独選抜」と呼ばれる。

総合選抜は受験競争の緩和や高校間の格差・序列化の是正などを目的に制度化された。
- - 総合選抜は多くの場合、公立の普通科高校のみを対象に実施され、特に受験人口の多かった第2次ベビーブーム世代の高校受験期においては、対象となった高校間での受験競争や序列化の緩和に大きく貢献した一方で、当初から高校を自由に選べないといった反対の声が多く上がっていた。また、これにより公立高校を避けて私立高校や国立高校などに流れる受験生が増加し、一部の私立高校が難化する一方で、多くの地域で公立高校が易化し公立高校からの進学実績が低下していった。

## 選抜方式
- 総合選抜は学区内の高校間の学力格差を緩めることを目的としており、一般的に学力均等方式または居住地優先方式のいずれかの方式で実施される。
- 通常、総合選抜が実施される地域では小規模な学区割りが行われている。

学力均等方式
学区内の複数の高校を一つの高校とみなし一括して願書申請させ、入試と調査書の総合成績により全体の合格者を決める。次に、総合成績順位に基づいて受験生を男女別に複数の成績群に階層化し、各高校の合格者の成績分布が均等になるように各階層ごとに合格者をそれぞれの高校に振り分けて調整する。
居住地優先方式
学区内の複数の高校を一つの高校とみなし一括して願書申請させ、入試と調査書の総合成績により全体の合格者を決める。次に、各高校の周辺地域を固定区とし、隣接地域を調整区として、固定区で合格点に達した者はそれぞれの地域の高校に、調整区で合格点に達した者は居住地を勘案して隣接のいずれかの高校に振り分けて調整する。
成績優先方式（オプション）
学区内の複数の高校を一つの高校とみなし一括して願書申請させ、入試と調査書の総合成績により全体の合格者を決める。次に、調査書および学力試験の成績の良い合格者から順番に希望校への入学を許可する。この方式は居住地優先方式のオプションとして一部の成績上位者にのみ適用される場合がある。

## メリットとデメリット
総合選抜は制度上のメリットとデメリットがはっきりしている。生徒個人にとっての受け止め方は、個人の意識、学力、または進路などによって大きく異なり、各地で議論の対象にはなったものの、何らかの妥協点に至るケースはまれである。

### メリット
公立高校への進学にあたっては、一定水準以上の成績を確保するという大前提はあるものの、ほぼ確実に地元の公立高校に進学できるため、高校入試のための学習の負担が少ない。そのため、比較的ゆとりのある中学生活を送ることができる。導入当時は都市部においても公立高校が第一志望の受験生の半数程度は滑り止め校を受験しておらず、単独選抜学区と比べて高校入試への負担は相当少ない。特に受験人口の多かった第2次ベビーブーム世代の高校受験期には、受験競争の緩和、高校進学率の維持、中卒浪人の発生防止という点に効果があった。
学区が小規模であったり居住地優先で進学高校が決められたりしている場合には自宅から至近の高校に通う生徒が多い。そのため、必然的に徒歩や自転車での通学が大半となるので通学時間が短くなるとともに、公共交通機関の混雑が緩和される。また、学区内の高校間の学力差が少ないため、いわゆる序列がほとんど存在しない。

### デメリット
一般的には選択可能な公立高校が非常に少なくなり、その中の志望校であっても、実力があっても必ずしも希望の学校に進学できるとは限らなくなる。定員、分布、成績などにより本来の志望校への進学が事実上不可能な場合もある。
学区内の高校間の学力差は少なくなるが、これによって逆に一つの高校内での生徒間の学力差は非常に大きくなり、落ちこぼれや浮きこぼれの生徒が単独選抜の高校よりも多く発生する。また、総合選抜は高校入試の負担が少ない分だけ学力の低下を招き、公立高入試が低レベル化していく傾向がある。
総合選抜は特定の高校を受験するのではなく、学区単位で一括してまず合格者を決め、その後に受験者の希望、成績、および居住地・交通事情等を考慮して各高校に配分するため、どこの高校に入学を許可されるかは発表されるまで分からない。総合選抜が行われている地域の場合、テレビニュースなどで見られる合格発表の掲示板を前に生徒が泣いている光景では、全員が喜びの涙で号泣しているとは限らず、その中には合格こそしたものの自身が希望しない高校への配分対象とされたため悔しさや悲しみからくる感情から泣いている生徒も少なからず含まれている。
さらに都市部やその近郊では、学力の高い生徒や進学意識の高い生徒が総合選抜を忌避して国立・私立の進学校、高等専門学校（高専）などに進学するケースが見られるようになる。同様にスポーツ・芸術などに秀でた生徒であっても総合選抜では優秀な指導者がいる高校・良質な練習環境を持つ高校に進学できるとは限らない。その結果、優秀な指導者や練習環境を求めて私立校に進学するケースが多くなる。逆に公立高校に進学したとしても地域に分散されてしまう上、優秀な生徒が優秀な指導者に出会えるとは限らない。このため、結局は競技活動・芸術活動などにおいても伸び悩みの傾向となり、伝統校と呼ばれていた学校であっても総合選抜校となった公立高校からのスポーツ・芸術の各種目の全国大会やコンクールへの出場実績は凋落傾向となる。
また、自宅から近い場所に学校があるにもかかわらず遠方の学校に合格することがあり、特に実施されている学区の面積が広大である場合は通学の負担が大きくなる。

## 各地の状況
| 都道府県名 | 開始年 | 廃止年（前年まで実施） | 備考           |
| ---------- | ------ | ---------------------- | -------------- |
| 高知県     | 1949年 | 1963年                 | 無試験抽選     |
| 岡山県     | 1950年 | 1999年                 |                |
| 山口県     | 1950年 | 2003年                 | 小学区制       |
| 長崎県     | 1950年 | 2003年                 |                |
| 京都府     | 1950年 | 2013年                 |                |
| 大分県     | 1951年 | 1995年                 |                |
| 兵庫県     | 1953年 | 現在も実施             | 進学連携校方式 |
| 広島県     | 1956年 | 1998年                 |                |
| 島根県     | 1961年 | 2021年                 | 小学区制       |
| 宮崎県     | 1963年 | 2003年                 |                |
| 北海道     | 1964年 | 1966年                 |                |
| 東京都     | 1967年 | 1982年                 | 学校群制度     |
| 山梨県     | 1968年 | 2007年                 |                |
| 徳島県     | 1972年 | 2003年                 |                |
| 愛知県     | 1973年 | 1989年                 | 学校群制度     |
| 岐阜県     | 1974年 | 1983年                 | 学校群制度     |
| 三重県     | 1974年 | 1995年                 | 学校群制度     |
| 千葉県     | 1975年 | 1978年                 | 学校群制度     |
| 福井県     | 1980年 | 2004年                 | 学校群制度     |

### 高知県
当時、公選制だった高知県教育委員会に選出された日教組系の教育委員の高校全入制を目指すという方針により1949年（昭和24年）度入学生より高知県全域で高校生徒募集方法を無試験にするとともに高知市内で高知追手前高校、高知小津高校、高知丸の内高校の3校で抽選を実施。
- 1956年（昭和31年）、教育委員会が公選制から任命制に移行し、高校入試に定員制を導入することが決定されるものの校長裁量により全入状態が継続される。
- 1957年（昭和32年）、高校入試は行うことになったものの高校全入制、抽選は継続。同年より高知東高校が抽選に参加。
- 1961年（昭和36年）、入試に定員制を導入したことにより全入状態終了。
- 1963年（昭和38年）、抽選廃止[3]。

### 岡山県
岡山学区（岡山市（普通科の西大寺学区、倉敷学区、瀬戸学区を除く）、御津郡御津町・建部町・加茂川町の一部、都窪郡早島町のうち矢尾・無津、赤磐郡吉井町のうち広戸・石上・小鎌・西勢実（1980年（昭和55年）以降））
- 1950年（昭和25年）- 2校の間で総合選抜が開始。
  - 岡山五校

  1. 岡山朝日高等学校
  2. 岡山操山高等学校
  3. 岡山大安寺高等学校（創設に伴い、1962年（昭和37年）から参加）
  4. 岡山芳泉高等学校（創設に伴い、1974年（昭和49年）から参加）
  5. 岡山一宮高等学校（創設に伴い、1980年（昭和55年）から参加）
- 1955年（昭和30年）- 岡山学区内の自由出願 (5%) を認めた。
- 1956年（昭和31年）- 学区外からの自由出願（5%を認める。出願は希望校）
- 1967年（昭和42年）- 学区外からの出願も総合選抜に組み込まれる。
- 1980年（昭和55年）- 岡山一宮高校の開校に伴いそれまで総社学区（小学区制）に含まれていた岡山市立高松中学校の地域が岡山学区に編入された。
- 1999年（平成11年）- この時の入試から総合選抜廃止。岡山学区・倉敷学区以外で実施されていた小学区制も廃止され全県6学区（岡山・東備・倉敷・西備・備北・美作）の中学区制に移行。

倉敷学区（倉敷市）
- 1962年（昭和37年）- 2校の間で総合選抜が開始。
  - 倉敷四校

  1. 倉敷青陵高等学校
  2. 倉敷天城高等学校
  3. 倉敷南高等学校（創設に伴い、1974年（昭和49年）から参加）
  4. 倉敷古城池高等学校（創設に伴い、1980年（昭和55年）から参加）
- 1999年（平成11年）- この時の入試から総合選抜廃止。岡山学区・倉敷学区以外で実施されていた小学区制も廃止され全県6学区（岡山・東備・倉敷・西備・備北・美作）の中学区制に移行。

岡山学区・倉敷学区以外の普通科の高等学校は1学区1校の小学区制だった。（他に1991年（平成3年）当時、全県学区の普通科高校が14校あった）

### 山口県
1950年から2002年まで小学区制を実施。2002年は26学区だった。

### 長崎県
県内三地区（3市1郡）の普通科高校入試において総合選抜が実施されていたが、いずれも2003年（平成15年）度からの長崎県による県立高校改革の一環として前年（2002年（平成14年））限りで廃止された。
長崎五校
1. 長崎県立長崎東高等学校（長崎市）
2. 長崎県立長崎西高等学校（同上）
3. 長崎県立長崎南高等学校（同上）
4. 長崎県立長崎北高等学校（同上）
5. 長崎県立長崎北陽台高等学校（西彼杵郡長与町）

諫早二校
1. 長崎県立諫早高等学校（諫早市）
2. 長崎県立西陵高等学校（同上）

佐世保三校
1. 長崎県立佐世保北高等学校（佐世保市）
2. 長崎県立佐世保南高等学校（同上）
3. 長崎県立佐世保西高等学校（同上）

長崎県の総合選抜試験の歴史
- 1948年（昭和23年）11月 - 長崎県立長崎東高等学校と長崎県立長崎西高等学校、長崎県立諫早高等学校が開校。
- 1949年（昭和24年）2月 - 長崎県立佐世保北高等学校と長崎県立佐世保南高等学校が開校。
- 1950年（昭和25年）3月 - 教員、財産、生徒に格差を生じさせないことを理由に、長崎東高と長崎西高の間で総合選抜試験を開始（長崎二校）。
- 1958年（昭和33年）3月 - 各校独自の方法で生徒募集をしたいという要望から、長崎東高と長崎西高の総合選抜制を一旦廃止。
- 1961年（昭和36年）
  - 3月 - 長崎県立長崎南高等学校設立にあたり、長崎三校での総合選抜制度が復活。（長崎三校）
  - 4月1日 - 長崎県立長崎南高等学校が開校。
- 1964年（昭和39年）4月1日 - 長崎県立長崎北高等学校が開校。（長崎四校）
- 1972年（昭和47年）
  - 3月 - 佐世保市立西高等学校の県立移管に伴い、各校の学力の均衡を保つことを目的として、佐世保三校での総合選抜試験が開始。
  - 4月1日 - 移管により、佐世保市立西高等学校が長崎県立佐世保西高等学校と改称。
- 1979年（昭和54年）4月1日 - 長崎県立長崎北陽台高等学校が開校。（長崎五校）
- 1986年（昭和61年）
  - 3月 - 長崎県立西陵高等学校の新設に伴い、諫早高校と西陵高校の諫早二校総合選抜が開始。
  - 4月 - 長崎県立西陵高等学校が開校。
- 1995年（平成7年）
- 総合選抜制度の一部が改変。
- 各校に文科系、理科系のコースを1学級ずつ設置し、そのコースに生徒が直接出願できるようになる。また推薦入試を導入。
- 2002年（平成14年）3月 - この時の入試をもって、総合選抜試験を廃止。最後の総合選抜試験となる。
- 2003年（平成15年）2月～3月 - 総合選抜試験の廃止に伴い、各校とも単独選抜試験を開始。一般入試に面接試験を導入。

### 京都府
- 総合選抜発祥の地として長年制度が堅持されていた上、最後まで総合選抜が導入されていた都道府県でもある。
- 公立高校普通科の選抜において、京都市と乙訓地区（向日市・長岡京市・大山崎町）からなる京都市地域2通学圏（北・南）で実施。（2009年（平成21年）度選抜から従来の4通学圏（北・南・東・西）を2通学圏に変更）
- 報告書と学力検査の成績を元に合否が決定され、志願者の住所から最寄りの交通アクセスに基づき入学校が決定された。
- 1985年（昭和60年）以降、普通科には第I・II・III類があり、第I類の選抜において総合選抜が実施されていた。
- 総合選抜が実施されていた京都市・乙訓地域以外は1学区1校の小学区制だった。
- 2013年（平成25年）度入試をもって、上記の類型とともに廃止された。

### 大分県
大分市、別府市、中津市で合同選抜、総合選抜が実施されていたが1995年（平成7年）までに全て廃止された。
大分県における合同選抜、総合選抜の違い
- 合同選抜制度 - 受験生が希望校を指定し、その希望を一定程度考慮しつつ合格者を各校に振り分ける制度。
- 総合選抜制度 - 受験生による希望校の指定なしで合格者を各校に振り分ける制度。

大分市
- 1951年（昭和26年）- 大分舞鶴高校の新設に伴い、二校合同選抜を開始。

1. 大分上野丘高等学校（開始当初は大分第一高等学校）
2. 大分舞鶴高等学校

- 1961年（昭和36年）- 合同選抜を廃止。
- 1973年（昭和48年）- 大分雄城台高校の新設に伴い、合同選抜を再開。

1. 大分上野丘高等学校
2. 大分舞鶴高等学校
3. 大分雄城台高等学校
4. 大分南高等学校（新設に伴い、1983年（昭和58年）から参加）

- 1985年（昭和60年）- 大分豊府高校の新設に伴い、既存校の大分鶴崎高校、大分東高校を加え、四校・三校の2グループの合同選抜に再編。（1985年は大分豊府未開校のため大分雄城台・大分南の二校合同選抜）

四校グループ
1. 大分上野丘高等学校
2. 大分舞鶴高等学校
3. 大分鶴崎高等学校
4. 大分東高等学校

三校グループ
1. 大分雄城台高等学校
2. 大分南高等学校
3. 大分豊府高等学校

- 四校グループでは県下屈指の進学校である大分上野丘、大分舞鶴に希望が集中して希望校に入学できないケースが多数生じたこと、および、同一グループ内に距離の離れた学校が含まれ、通学の負担が大きくなる場合があったこと等から合同選抜制度への批判が高まり複数の民事訴訟が起きた。

- 1990年（平成2年）- 二校・二校・三校の3グループの合同選抜に再編。

二校グループ
1. 大分上野丘高等学校
2. 大分舞鶴高等学校

二校グループ
1. 大分鶴崎高等学校
2. 大分東高等学校

三校グループ
1. 大分雄城台高等学校
2. 大分南高等学校
3. 大分豊府高等学校

- 1995年（平成7年）- 合同選抜を廃止。

別府市
- 1979年（昭和54年）- 別府鶴見丘高校と別府青山高校の二校で総合選抜が開始。

1. 別府鶴見丘高等学校
2. 別府青山高等学校
3. 別府羽室台高等学校（新設に伴い、1983年（昭和58年）から参加）

- 1995年（平成7年）- 合同選抜を廃止。

中津市
- 1951年（昭和26年）- 中津西高校の中津北高校および中津南高校への分割に伴い、二校での合同選抜を開始。

1. 中津北高等学校
2. 中津南高等学校

- 1961年（昭和36年）- 合同選抜を廃止。

### 兵庫県
16の学区があり、そのうちの9つの学区（尼崎、西宮、宝塚、伊丹、明石、加印、姫路・福崎、北但、南但）が総合選抜を実施していた。2015年（平成27年）、学区が5つに再編されたが、現在もなお第5学区（但馬）において進学連携校方式と称して総合選抜を実施している。
1951年（昭和26年）以前では全ての学区が小学区制（全県56学区）であり、県下全域で各学区ごとに単独選抜を実施していたが、昭和27年度から学区制を小学区26、中学区9の全県35学区に改善するに伴い、北但、南但、淡路地区を除いて県下大半の地区で総合考査（学区内第一希望者と学区外第一希望者を同率に扱う）という、いわゆる総合選抜の先駆け的な制度に改めた。さらに、翌昭和28年度には地区ごとの情勢に応じて神戸、明石地区は中学区単独選抜とし、他の尼崎、西宮・宝塚、伊丹、加古川、姫路地区には新旧学区内の入学者の率や住居を考慮することなどを原則とした総合選抜を導入した。（兵庫県教育史301ページ）
各学区の振り分け方式は次の通りである。
尼崎、西宮、宝塚学区（居住地優先方式＋成績優先方式）
- 各高等学校の募集定員のうち
  - 10% - 成績を優先
  - 90% - 住居を優先

（交通事情・特殊事情等を勘案）
総合選抜導入の理念と経緯（西宮学区）
- 1952年（昭和27年）- 区内に公立高等学校が1校しかない小学区制から、複数の学校を選択できる中学区制に変更。

- この当時、子供数の急増にもかかわらず、私立高等学校への流出で公立高等学校は入学率低下に直面し、公立高等学校のあり方が大きく問われていた。また中学校では生徒指導上の問題が多発し、教師はその対策に奔走しながら、補習授業や習熟度別授業で、厳しい進路実現に対応しなければならなかった。高校間格差の拡大、それに伴う受験競争の激化、児童・生徒の苦悩等の解決をどのように図るかが日々論ぜられた。高等学校の新設、学級増などへの働きかけと併行して、中学校教育の正常な運営、小学校の私学偏重体質の改善等のためには高校間格差をなくし、地元の高等学校を育て、小中高一貫教育を目指す「総合選抜」の実施に踏み切るべきだとの機運が高まっていった。

- 1953年（昭和28年）- 西宮学区で総合選抜が開始。

- その後、志望優先率の変更等もあったが、県立・市立を問わず、地域の学校育成の見地から、保護者の理解と協力の中で、総合選抜が維持されてきたとされている。しかし実際には実質的に飛び地となる北部には高校が存在せず、北部の生徒は一度宝塚市を通って中部の高校へ、中部の生徒は南部の高校に通わざるを得なくなるなど弊害も大きかった。このため、住居を優先とはいいつつも、近所の高校に通うことは至難の業となり、家の目の前の高校に通うために選抜試験で上位の成績を取る必要があるなど本末転倒の状況に陥っており、私学への生徒の流出は著しかった。

廃止
- 尼崎学区 - 2008年（平成20年）度入試から廃止。
- 西宮学区 - 2009年（平成21年）度入試から廃止。
- 宝塚学区 - 2010年（平成22年）度入試から廃止。

伊丹学区（伊丹市、川西市、猪名川町）（居住地優先方式＋成績優先方式）
- 各高等学校の募集定員のうち
  - 35% - 志望を優先
  - 65% - 住居を優先

（交通事情・特殊事情等を勘案）
沿革
- 1951年（昭和26年）まで - 1校1学区（小学区制）の単独選抜が実施。
- 1952年（昭和27年）- 中学区制（伊丹学区）となる。
- 1953年（昭和28年）-「住居を重視し、志望を考慮する」（志望優先率3分の1）という2校による総合選抜が実施。
- 1960年（昭和35年）- 単独選抜に変更。

- 中学校の成績上位者の多くが一方の高校を受検したため、いわゆる「回し合格」となった生徒の指導が困難との声が上がり、県教育委員会に単独選抜への要請がなされたため。

- 1971年（昭和46年）- 再び総合選抜を開始。（志望優先率70%）

- 再開の背景

- 伊丹学区では進学率の上昇と中学校卒業者数の増加が見込まれたため、県立高校が新設により、比較的短期間で増加した。こうした状況の中で、受験競争の激化による受験学力の偏重や偏差値教育による詰め込み教育、学習塾通い等から引き起こされる中学校教育の様々な問題への対応、高校間格差の是正などが課題となり、兵庫県教育委員会は「総合選抜は可能な地域（学区）から漸次実施する」という基本方針に沿って、総合選抜を行うことを決定。

- ねらい

- 調査書を主資料に合否を判定することと、総合選抜では「中学校できちんと勉強していれば公立高校に行くことができる」ということにより、過度な受験競争の緩和とともに既存校と新設校との格差を是正。

- 1972年（昭和47年）- 志望優先率を60%とする。
- 1973年（昭和48年）- 志望優先率を50%とする。
- 1975年（昭和50年）- 志望優先率を40%とする。
- 1986年（昭和61年）- 5教科の学力検査の成績と調査書の学習評定を同等に扱うことになった。
- 2000年（平成12年）- 志望優先率を35%とする。（伊丹北高等学校が総合学科に改編）
- 2009年（平成21年）- この時の入試から廃止。

明石学区（学力均等方式）
配分方法
1. 学区内にある6つの高等学校（普通科）の受検者について、成績の上位の者から順に総募集定員を満たす者を選別する。
2. 上記の合格者は19の群（グループ）に分類される。これらの群はそれぞれほぼ成績の等しい者をもって構成される。
3. 一つの成績群の中で志望者の数がそれぞれの高等学校に配分される定員に等しいか、あるいは定員に満たない場合にはそのまま志望する高等学校の合格者となる。
4. 一つの成績群の中で志望者の数がそれぞれの高等学校に配分される定員を超える場合には各中学校からの当該高等学校のその成績群内における志望者数・交通事情等を勘案して合格校が決定される。
5. 上記4で志望が認められなかった者については交通事情等を勘案して合格校が決定される。

- 上記のような方法で19の各群が6つの高校に均等に配分される。

沿革
- 1975年（昭和50年）- 総合選抜が開始。明石・加印学区の一部（明石市）で総合選抜が開始。
- 1978年（昭和53年）- 明石市から加印地区の高校を受験できなくなる。
- 1990年（平成2年）- 明石学区が単独学区として正式に分離。

- 当初は現在の明石学区から明石・加印学区内のどの高校にも進学できることになっていたが、制度開始後すぐに明石市内の生徒は全て明石市内の公立高校へ進学するように進路指導が強化されたため、実質的に明石市が単独の学区として扱われた。
- 当時は地元集中運動のような非公式な活動が自治体の教育委員会や教職員組合などの主導の下で全国的に行われており、競争を緩和するための全体的な取り組みが公式・非公式を問わず正当化されていた。

- 2008年（平成20年）度入試から廃止。

- 総合選抜導入前は進学校だった高校も総合選抜導入によって大学進学実績が大幅に下がり、浪人しても地元の大学すら行けない等の問題となっていた。総合選抜廃止後は地域の協力もあって徐々に大学進学実績が回復しつつある。

加印学区
1953年（昭和28年）より開始。1960年（昭和35年）に廃止。
姫路福崎学区
姫路学区時代の1953年（昭和28年）より開始。1963年（昭和39年）に福崎学区と合併し姫路・福崎学区となり、1966年（昭和41年）に廃止。
芦屋学区
第5学区（但馬）（北但学区、南但学区）
進学連携校方式と称して総合選抜を現在も実施。

### 広島県
他県に比べ古くから実施していたが、変則的であった。
- 1956年（昭和31年）- 旧広島市内の普通科高校5校（「市内五校」）で総合選抜を開始。
  - 実質的に小学区[8]制（47学区制）から大学区[9]制（4学区制）に移行したため、市内五校は県内広範囲から受験者を集めることができ、目立った学力低下は見られなかった。
- 1962年（昭和37年）- 正式に小学区制から、大学区制（4学区制）に移行。
  - 大学区制（4学区制）

高校数などは1962年発足当時。高校数には分校を含まない。（ ）は普通科高校の数。

- 西部学区（14校）（広島市、大竹市、東広島市、佐伯郡、山県郡、賀茂郡、安芸郡（府中・海田・熊野・坂（市町村名は昭和50年当時））

総合選抜実施校（5校、通称「市内五校」）※他9校は単独選抜
1. 広島国泰寺高等学校
2. 広島観音高等学校
3. 広島皆実高等学校
4. 基町高等学校
5. 舟入高等学校

- 南部学区（7校）（呉市、竹原市、安芸郡（江田島・音戸・倉橋・下蒲刈・蒲刈）、豊田郡（安芸津・安浦・川尻・豊浜・大崎・東野・木江（市町村名は昭和50年当時））- 全て単独選抜
- 東部学区（16校）（三原市、尾道市、因島市、福山市、府中市、豊田郡（本郷・瀬戸田）、御調郡、沼隈郡、芦品郡、神石郡（市町村名は昭和50年当時））- 同上
- 北部学区（9校）（三次市、庄原市、高田郡、世羅郡、甲奴郡、双三郡、比婆郡（市町村名は昭和50年当時））- 同上

- 1976年（昭和51年）- 大学区制（4学区制）から中学区制（14学区制）に移行し、県内6地区で新たに総合選抜を実施。
  - 目的 - 大学区制による下宿生の増大などの問題を解決するため。
  - 内容
    - 総合選抜実施校が「（広島）市内五校」に加え、新たに6地区（呉市・三原市・尾道市・福山市・三次市・廿日市市）でも実施。
    - 呉地区は3校間、三原、尾道、三次、廿日市各地区では2校間でしかなかったため、実質的に学校群制度と同一であった。

  - 結果
    - 中学区制移行に伴い、広島地区と三次地区では学区内に総合選抜高以外に公立普通科高がなくなり、実質小学区制[10]となった。移行措置として、各校とも定員の10%（第4学区「市内五校」は20%）は他学区の生徒を受け入ることが可能であった。しかし、その措置も1981年（昭和56年）からは全校とも定員の3%に縮小、1998年（平成10年）に5%に再拡大するも、進学実績が徐々に振るわなくなっていった。
    - 特に、県北部の進学校である三次地区の三次高等学校は実質小学区制になった上に、総合選抜相手校の日彰館高等学校が地理的に冬季は下宿を必要とする可能性があったことや、福山地区では総合選抜各校間の距離が遠いこともあり、さらに進学実績も振るわないようになっていく。

  - 14学区制

高校数などは1976年発足当時のもの。高校数には分校を含まない。ただし学区外から定員の3%から20%を限度に受け入れを行っていた。

- 第1学区（旧加計町等）（2校） - 全て単独選抜。
- 第2学区（大竹市・廿日市市・旧佐伯郡・広島市佐伯区等）（4校）

廿日市地区総合選抜実施校（2校）※他2校は単独選抜。
1. 廿日市高等学校
2. 五日市高等学校

- 第3学区（安芸郡・広島市安佐南区、安佐北区、安芸区等）（5校）- 全て単独選抜。
- 第4学区（広島市中区、東区、南区、西区）（5校）

広島地区総合選抜実施校（5校（市内五校）、1978年（昭和53年）に1校追加で6校（市内六校））
1. 広島国泰寺高等学校
2. 広島観音高等学校
3. 広島皆実高等学校
4. 基町高等学校
5. 舟入高等学校
6. 広島井口高等学校（新設に伴い、1978年（昭和53年）に参加）

- 第5学区（東広島市・旧賀茂郡）（4校）- 全て単独選抜。
- 第6学区（呉市・旧江田島町・旧音戸町等）（8校）

呉地区総合選抜実施校（3校）※他5校は単独選抜。
1. 呉三津田高等学校
2. 呉宮原高等学校
3. 広高等学校

- 第7学区（竹原市・旧安芸津町等）（3校）- 全て単独選抜。
- 第8学区（三原市・尾道市・旧因島市など）（8校）

三原地区総合選抜実施校（2校）
1. 三原高等学校
2. 三原東高等学校

尾道地区総合選抜実施校（2校）
1. 尾道北高等学校
2. 尾道東高等学校

- 他4校は単独選抜。

- 第9学区（福山市など）（7校）

福山地区総合選抜実施校（5校）※他2校は単独選抜。
1. 福山誠之館高等学校
2. 福山葦陽高等学校
3. 松永高等学校
4. 大門高等学校
5. 福山高等学校（福山市立）

- 第10学区（府中市・旧神辺町など）（5校）- 全て単独選抜。
- 第11学区（旧世羅町・旧三和町・旧上下町など）（3校）- 全て単独選抜。
- 第12学区（庄原市・旧東城町・旧西城町など）（2校）- 全て単独選抜。
- 第13学区（三次市・旧吉舎町等）（2校）

三次地区総合選抜実施校（2校）
1. 三次高等学校
2. 日彰館高等学校

- 第14学区（旧吉田町・旧高宮町など）（2校）- 全て単独選抜。

- 1988年（昭和63年）- 福山地区（旧第9学区）において、総合選抜5校を6校とし、東西の学校群（グループ・各3校）に分割。

既存の福山明王台高校の総合選抜加入によるもの。
- 東部グループ（3校）

1. 福山誠之館高等学校
2. 大門高等学校
3. 福山明王台高校

- 西部グループ（3校）

1. 福山葦陽高等学校
2. 松永高等学校
3. 福山高等学校（福山市立）

- 1991年（平成3年）-「広島市内六校」を東西の学校群（グループ）に分割。
  - 東部グループ（3校）

1. 広島国泰寺高等学校
2. 広島皆実高等学校
3. 市立基町高等学校

- 西部グループ（3校）

1. 広島観音高等学校
2. 広島井口高等学校
3. 市立舟入高等学校

- 三次地区（旧第13学区）廃止。単独選抜へ移行。

- 1998年（平成10年）- 全地区で総合選抜制度が廃止され、各校毎の単独選抜制度となる。
  - 14学区制から15学区制へ移行（第3学区を2地区に分割（安芸・安佐））。
- 2003年（平成15年）- 中学区制（15学区制）から中学区制（6学区制）に移行。学区外定員を今までの5%から30%に拡大。
- 2006年（平成18年）- 学区制を廃止。大学区制（全県1学区制）に移行。

### 島根県
- 1961年（昭和36年）、島根県立松江高等学校が分割され島根県立松江北高等学校、島根県立松江南高等学校が開校。大橋川以北が松江北高校、以南が松江南高校の学区になる。
- 1983年（昭和58年）、島根県立松江東高等学校が開校。松江一中・松江三中・古江中・秋鹿中・大野中・鹿島中が松江北高校の学区、湖南中・松江四中（うち古志原小校区）・東出雲中・八雲中・玉湯中・宍道中が松江南高校の学区、松江二中・松江四中（古志原 小校区を除く）・本庄中・島根中・野波中・八束中・美保関南中・美保関北中が松江東高校の学区になる。
- 2021年（令和3年）、松江市内の小学区制が廃止。

### 宮崎県
- 宮崎県立大淀第二高等学校（現：宮崎南高校）初代校長の佐伯英雄による提言で導入。以下の3つの通学区域において、「宮崎市、都城市、延岡市における高等学校入学者選抜に関する特別措置」（通称・合同選抜）が行われていた。「合同選抜」とは呼ばれるものの、実質は小学区制に近いものである。居住地により通学する高校が決められており、その境界に位置する中学校の校区は調整区域とされ、定員に応じて2校あるいは3校に振り分けられた。（普通科系専門学科・コースは合同選抜に含まれず全県学区である）
- しかし、出願・受験・合格とも各校単独で行うため、例えば大規模なニュータウンの開発などといった各高校の後背地における状況変化によって、高校間で難易度差や学力差が発生し、必ずしも均等とはならなかった。2000年（平成12年）には普通科系専門学科・コースと普通科の併願が可能となり、また、推薦枠を各校が10%～50%の範囲で設定可能となるなど規制が次第に緩和され、3通学区域とも2003年（平成15年）に合同選抜は廃止された。さらに2008年（平成20年）からは通学区域は全県となり、事実上学区制は廃止された。各校は優秀層を少しでも多く取り込むため、普通科系専門学科や1年次からの選抜クラスの設置などを行っている。

下記の市町村名は合同選抜廃止の2003年（平成15年）当時
宮崎市・宮崎郡・東諸県郡
- 1963年（昭和38年）- 2校で合同選抜を開始。

1. 宮崎大宮高等学校
2. 宮崎南高等学校
3. 宮崎西高等学校（新設に伴い、1974年（昭和49年）から参加）
4. 宮崎北高等学校（新設に伴い、1984年（昭和59年）から参加）

- 通学区域内の本庄高等学校は合同選抜の対象外。

- 佐土原町は妻高等学校の通学区域でもある。宮崎北高校の開校以降は宮崎大宮高校の至近に居住する生徒が遠くの宮崎北高校へ通うという現象が起きた。
- 1980年（昭和55年）から、毎年5月に上記合同選抜校の野球部による「定期戦」（1984年（昭和59年）度までは「三校定期戦」、それ以降は「四校定期戦」）が開催されている。

延岡市・北川町・北方町・北浦町・北郷村・日之影町
- 1963年（昭和38年）- 2校で合同選抜を開始。

1. 延岡高等学校
2. 延岡西高等学校
3. 延岡東高等学校（新設に伴い、1977年（昭和52年）から開始）

- 北方町・日之影町は高千穂高等学校の通学区域でもある。

都城市・北諸県郡
- 1963年（昭和38年）- 2校で合同選抜を開始。

1. 都城泉ヶ丘高等学校
2. 都城西高等学校

- 通学区域内の高城高等学校は合同選抜の対象外。
- 高崎町笛水は小林高等学校・飯野高等学校の通学区域でもある。
- 都城西高等学校は鹿児島県曽於郡財部町・末吉町からも通学可能。

### 北海道
公立高等学校の学区については新教育の大きな柱の一つとして小学区制が実施されてきたが、道教委は1964年（昭和39年）度の公立高校普通課程の入試を、札幌、旭川など14学区について総合選抜制を実施し、翌年も一部手直しをして行われた。1965年（昭和40年）4月に道教委は公立高等学校の通学区域および入学選抜方法の改善に対する基本方針を発表し、通学区域を石狩・後志学区、渡島・檜山学区、胆振・日高学区、空知・留萌学区、上川・宗谷学区、網走学区、十勝学区、釧路・根室学区の8学区とし大学区制の方針を打ち出し、さらに入試の科目配点を国語、社会、数学、理科および英語の5科目に多くすることとした。これに対して北教組、高教組をはじめとする労働組合および北海道母親連合会は学校格差を強め、入試競争を煽るなどの理由で反対の態度を明らかにしたが、道教委は同年6月にこれに関する規則を公布し、実行に移した。（新北海道史第六巻通説5 1348・1349ページ）

### 山梨県
導入の経緯
- 山梨県では受験戦争の抑制を図るため、1967年（昭和42年）に「通学区域等による関する規則」が制定され、翌年より小学区制度が実施されることとなったが、その一方で甲府市などの密集地域では学校ごとの生徒数のバランスを考慮する必要があったため、併せて総合選抜制度を導入することになった[11]。岡山県の総合選抜制度（岡山方式）が参考にされた。
- 小学区制度および総合選抜の対象は学年制を導入している山梨県立高等学校の普通科過程のみであり、以下の学校および学科・課程は対象外とされた。
  - 山梨県立高等学校ではない高等学校（私立高等学校や市町村立高等学校など）
  - 職業高等学校（商業高等学校や工業高等学校、農業高等学校など）
  - 専門教育を主とする学科（理数科や英語科など）
  - 単位制を導入している学科
  - 定時制および通信制課程の学科
  - 推薦入学
  - 学区が存在しない地域（旧鰍沢町や旧田富町、2002年以降の大月市など）。この場合隣接する学区が対象となる。

総合選抜を実施していた学区
甲府総合選抜（甲府学区）
- 1968年（昭和43年）- 2校で総合選抜を開始。

1. 甲府第一高等学校
2. 甲府南高等学校
3. 甲府西高等学校（1975年（昭和50年）から参加。1997年（平成9年）単位制導入で離脱）
4. 甲府東高等学校（創設に伴い、1977年（昭和52年）から参加）
5. 甲府昭和高等学校（創設に伴い、1984年（昭和59年）から参加）

吉田総合選抜（吉田学区）
- 1977年（昭和52年）- 2校で総合選抜を開始。

1. 吉田高等学校（既存校）
2. 富士河口湖高等学校（創立に伴い、総合選抜が開始）

小笠原総合選抜（小笠原学区）
- 1984年（昭和59年）- 2校で総合選抜を開始。

1. 巨摩高等学校（既存校）
2. 白根高等学校（創立に伴い、総合選抜が開始）

東山梨総合選抜（東山梨学区）
- 1989年（平成元年）- 3校で総合選抜を開始。

1. 日川高等学校（既存校。1999年（平成11年）単位制導入で離脱）
2. 山梨高等学校（既存校）
3. 塩山高等学校（塩山商業高等学校が総合制に改編されたことに伴い、総合選抜が開始）

総合選抜を実施しなかった学区
大月学区（2001年消滅）
区内の普通高校は都留高等学校1校のみであったが、都留高等学校が単位制導入により対象外となったため区内に該当する高等学校がなくなり消滅。
上野原学区
区内の普通高校は上野原高等学校1校のみ。
都留学区
区内の普通高校は桂高等学校（現：都留興譲館高等学校）1校のみ。なお、都留高等学校は名前こそ都留であるが大月市にあったため大月学区となる。
石和学区
区内の普通高校は石和高等学校（現：笛吹高等学校）1校のみ。
韮崎学区
区内の普通高校は韮崎高等学校1校のみ。
日野春学区
区内の普通高校は北杜高等学校（2000年までは峡北高等学校）1校のみ。
市川学区
区内の普通高校は市川高等学校（現：青洲高等学校）1校のみ。
身延学区
区内の普通高校は身延高等学校1校のみ。
廃止の経緯
1980年代までは新設校の設置など総合選抜制度は増加傾向であったが、1990年代より様々な状況の変化により総合選抜および学区制度の意義が次第に薄れていった。
- 過疎化や少子化の影響により特に山間部の学区で定員割れとなる学校が相次ぐようになった。
- 隣接都県では山梨ほどの学区拘束がなく、通学が可能な地域では越境入学する事象が相次ぎ、その煽りを受け当該学区の教育レベルが低下する現状が発生するようになった（南部町 (山梨県)#教育を参照）。
- 普通科のみであった学校が学区対象外の総合学科や専門教育学科を導入し、また学年制から学区縛りのない単位制に切り替える学校も現れるようになった。これにより総合選抜から離脱する学校や学区が廃止された地域もある。
- 専門教育学科はハイレベルな教育を受けられることから人気が高かった一方で定員が普通課程より少なく、合格するには必要以上のレベルを要求されたため、総合選抜の主旨である「受験戦争の抑制」は有名無実化していった。
- 学区の指定を受けていない地域は隣接する学区の対象校に入学を希望すれば制限を受けることがなく、総合選抜や学区内拘束により自由に選択できない地域とで不平等な状態が発生した。

以上の経緯を踏まえ2000年代に入ると見直しが検討され始め、結果2007年（平成19年）に小学区および総合選抜制度は廃止され、県内在住であれば基本的にどの県立高等学校へも行くことができる全県一学区に改められた。

### 徳島県
- 1953年（昭和28年）、合同選抜が城南、城東の2校に限って実施された。これは城東高校の収容能力と志願者数とのアンバランス、中学校区の細分不能により、実施されたもので、城東、城南両高校普通課程第一学年入学者の選抜において、2校で合同で選抜し、成績上位者から順に2校の収容予定人員の和を合同入学予定者としたあと、本人の希望によって二校に配分するという方法であった。その際、一方の希望者が予定数を超える場合は不足する一校に回して入学させた。
- 1954年（昭和29年）、徳島市は城東、城南、城北三校の共通学区として合同選抜し、希望と成績によって生徒を配分。鳴門市も鳴門・撫養両校でそれぞれ合同選抜し、希望と成績によって配分した。
- 1955年（昭和30年）、合同選抜廃止。徳島市三校（城東、城南、城北）単独選抜。
- 1958年（昭和33年）、大学区制を採用。徳島市を共通学区とし、南部を甲学区、県西、県北を乙学区とするもので、志願者は徳島市内のいずれの高校へも入学できることになって、学区はあっても無きが如く、いわば全県開放型の制度であった。以来、年を逐って城南・城東等、特定校への志願者集中が激化し、いわゆる名門校、エリート生を生み出していく反面、市内・地元校から締め出され都落ち、遠距離通学の悲運に泣くものも多数に登った。
- 1972年（昭和47年）- 徳島市において、理数科・普通科高校4校による総合選抜制度が開始｡この制度の大綱は市内普通科4校（城東、城南、城北、徳島市立高校）の合格者を成績順に10段階の10グループに分け、各校定員の10%の第一グループの者は希望校への優先入学を認めるが、他の者は志願者の引く選考番号により、希望順位と通学順位を基にして4校に均等に入学者を配分するというものである。またこれに伴って学区制も改正され、従来、共通学科であった徳島市は丙学区として独立して、丙学区の普通科に学区外入学を認められる数は、総合選抜校の定員の20%を基準として調整させられることになった。

総合選抜六校（県立5校、市立1校）
1. 城東高等学校
2. 城南高等学校
3. 城北高等学校
4. 城ノ内高等学校（創設に伴い、1980年（昭和55年）から参加）
5. 徳島北高等学校（創設に伴い、1997年（平成9年）から参加）
6. 徳島市立高等学校

- 2003年（平成15年）入試から廃止。しかし、学区はそのままであり、徳島市から至近の鳴門市、小松島市は徳島市の学区からは学区外とされ、徳島市内の高校の合格には学区内からの受験より遥かに高い点数を必要とされるため、2023年（令和5年）現在も政治問題となっている。